# Dysmicoccus mangaianus
Dysmicoccus mangaianus är en insektsart som beskrevs av Williams och Watson 1988. Dysmicoccus mangaianus ingår i släktet Dysmicoccus och familjen ullsköldlöss. Inga underarter finns listade i Catalogue of Life.